# Handlanger
Ein Handlanger (mhd. hantlanger) ist eine ungelernte Hilfskraft (Hilfsarbeiter, Zuarbeiter, Gehilfe u. Ä.). Der Duden definiert Handlanger als Hilfsarbeiter insbesondere im Baugewerbe und abwertend für „jemand, der nur untergeordnete Arbeit für andere verrichtet“. In einer weiteren Bedeutung wird ebenso pejorativ auch jemand als Handlanger bezeichnet, „der sich ohne Skrupel zum Zuarbeiter oder Helfer bei einem verwerflichen Tun gebrauchen lässt“.

## Begriffsgeschichte und Übertragung
Das Wort wurde im 15. Jahrhundert für einen „willfährigen Gefährten“ zunächst für Zuarbeiter in Bauberufen etabliert. Der letztere Teil des Kompositums leitet sich von langen für ‚ausstrecken, reichen, greifen‘ ab. Während etwa das Pierer’s Universal-Lexikon den Begriff 1859 noch als „Arbeiter ohne Profession“ definierte, „welche den Maurern die beim Bauen nöthigen Materialien herbeischaffen, das Sieben des Sandes u. Einmachen des Kalkes besorgen; auf 2–3 Maurer rechnet man einen H[andlanger].“, wird er in Meyers Großem Universiallexikon 1907 bereits im übertragenen Sinne – noch eher positiv konnotiert, jedoch schon mit leichter Ironie – als „vielfach gebrauchte sprichwörtliche Redensart“ bezeichnet, „nachdem Kaiser Wilhelm II. in einer Rede vom 26. Febr. 1897 in Bezug auf seinen Großvater gesagt hatte: ‚in dessen Nähe durch Gottes Führung so mancher brave, tüchtige Ratgeber war, der die Ehre hatte, seine Gedanken ausführen zu dürfen, die aber alle seine Handlanger (andre Lesart: Werkzeuge seines erhabenen Willens) waren.‘“
In diesem übertragenen Sinn wird heute eher abwertend eine die Absichten oder Aufträge eines Anderen ausführende und erfüllende Person bezeichnet. Dabei nimmt der Handlanger die Rolle eines ausführenden Werkzeuges der übergeordneten Person ein (gleichsam die der Hand in Beziehung zum denkenden, planenden und entscheidenden Geist), deren Willen und Befehl sie gehorcht. Der Ausdruck bezeichnet auch Menschen, die untergeordnete, oft unangenehme oder „schmutzige“, im Rahmen einer Komplizenschaft auch kriminelle oder halbkriminelle Aufgaben für ihre Vorgesetzten oder Auftraggeber ausführen. Insbesondere in Medien wird der Begriff häufig auch für Kriegsverbrecher, Befehlsempfänger oder Kollaborateure Hitlers gebraucht, etwa Martin Bormann, Philippe Pétain oder Joachim von Ribbentrop. Die von Guido Knopp geleiteten Dokumentarserien Hitlers Helfer und Hitlers Krieger – vom ZDF 1998 erstausgestrahlt – behandelten teilweise höchst unterschiedliche Persönlichkeiten, wie die Feldmarschälle Erwin Rommel, Wilhelm Keitel, Erich von Manstein, Friedrich Paulus und Admiral Wilhelm Canaris.

## Beispiele für Handlanger im Bereich des fiktiven Erzählens
Zudem bezeichnet Handlanger eine literarische Rolle in Romanen, Comics und Filmen, womit hier ein gewissen- und skrupelloser Untergebener gemeint ist. Als Nebenfigur agiert der Handlanger wie auch der Scherge oder der Lakai im Auftrag eines Antagonisten zum Schaden des jeweiligen Helden. Als Gegenfigur zum Handlanger des Schurken kann auf der Seite des Helden die Figur des Sidekicks angesehen werden.
- Oddjob, Beißer[9] und Schnickschnack als Handlanger der James-Bond-Gegenspieler Auric Goldfinger, Karl Stromberg (bzw. Hugo Drax) und Scaramanga (siehe auch: Handlanger aus James-Bond-Filmen),
- Luca Brasi[10] als Handlanger von Don Vito Corleone in Der Pate,
- Mister Smee[11] als Handlanger von Captain Hook in Peter Pan,
- Bob the Goon[12] als Handlanger des Jokers in Batman, aber auch
- die Minions[13] als Handlanger des Superschurken Gru in Ich – Einfach unverbesserlich, die im Spin-off zu Hauptfiguren wurden.